# Nötö, Döderhult

Nötö är en före detta ö, numera näs, i Döderhults socken i Oskarshamns kommun. Nötö tillhör tätorten Påskallavik. På Nötö ligger sedan 1920-talet ortens fotbollsplan "Örnehed", som tillhör Idrottsföreningen Stjärnan. Idrottsföreningen driver även en campingplats som är belägen på Nötö. 

## Historik
Nötö omtalas första gången i dokument i jordeboken över Israel Birgerssons efterlämnade gods, troligen från 1351 (in Nøtø), då en gård som räntade 3 penningar årligen fanns här. En gård här upptas även i Sten Stures jordebok från omkring 1495. Gården räntade då 2 pund smör årligen. Samma ränta hade gården 1526, då den tillhörde Gustav Vasa som arv och eget. Gården sägs 1541 ha 1 spannland åker, äng till 16 lass hö och fiske i Östersjön. 1551 anges gården ligga öde. Nötö gård köptes vid mitten av 1700-talet av Lars Callerström. Arrendebonden på Nötö gård flyttade 1790 till fastlandet; troligen övergavs gården kort därefter. Gården på Nötö lär ha legat mellan Bykslätten och Långenabb, endast några stenrester finns där gården antas ha legat. 
I början av 1700-talet fanns en vinddriven såg vid gården på Nötö. Kvarnen beskrivs av Jonas Alströmer under en resa i Småland 1716. Åtminstone mellan 1671 och 1700 fanns även ett torp under Nötö gård, Nötösund. Dess läge är inte klart fastställt, möjligen vid sundet mellan Nötö och fastlandet. Lars Callerströms söner Erik och Nils Callerström lät i början av 1800-talet anlägga trädgårdsodlingar med växthus, ett skeppsvarv med mekanisk verkstad, en mjölkvarn och en vadmalsstamp på Nötö. Skeppsvarvet avvecklades och den mekaniska verkstaden byggdes om till en arbetarkasern för stenarbetare. Arbetarkasernen förstördes av en brand 1911. På Nötö vid Krutudden fanns även ett kruthus för förvaring av krut, från bryggan på Nötö utskeppades det krut som tillverkats vid krutbruken i Finsjö och Fliseryd
Sundet mellan Nötö och Påskallavik grundades efterhand upp och i sundet grävdes då upp en kanal för att hålla passagen öppen. Nötö var en ö fram till 1920-talet, då Nötöfjärden gjordes till en sjö. Laxen i Emån hotades av utsläppen från Emsfors pappersbruk och en vattendom förbjöd fortsatta utsläpp i ån. Det gjorde att man istället via en avloppstunnel ledde ut sitt avloppsvatten i Nötöfjärden. Kanalen som då fanns vid Påskallaviks kyrka. Friskt vatten pumpades in från Östersjön i den före detta viken på det forna kanalens plats. Samtidigt höjdes Nötöfjärdens nivå och en damm, Spänget, anlades vid Fagersund för att reglera vattennivån.